# 홀리 로빈슨 피트
홀리 로빈슨 피트(Holly Robinson Peete, 1964년 9월 18일 ~ )는 미국의 배우이다.

## 출연 작품

### 영화
- 하워드 덕 (1986)
- Football Wives (2007)
- 스피드-데이팅 (2010, Speed-Dating)
- 21 점프 스트리트 (2012)

### 텔레비전
- 21 점프 스트리트 (1987-91)
- One On One (2001-02)
- 댄싱 위드 더 스타 (2006)
- 어프렌티스 (2010-11)